# Zífid cap d'olla austral
El zífid cap d'olla austral o zifi cap d'olla austral (Hyperoodon planifrons) és una espècie de zífid del gènere Hyperoodon. A diferència de l'altra espècie d'aquest gènere, el zífid cap d'olla boreal, aquesta espècie només viu a l'extrem sud de l'oceà Atlàntic, l'Índic i el Pacífic, així com l'oceà Antàrtic. Fa uns 8-10 metres de longitud i té una aleta dorsal relativament petita (30-38 centímetres).